# Сніжківка
Сні́жківка — село в Україні, у Оскільській сільській територіальній громаді Ізюмського району Харківської області  Населення становить 97 осіб. До 2020 орган місцевого самоврядування — Малокомишуваська сільська рада.

## Географія
Село Сніжківка знаходиться на лівому березі річки Сіверський Донець, вище за течією на відстані 10 км розташоване село Співаківка, нижче за течією на відстані 2 км розташоване місто Ізюм, на протилежному березі розташовані села Донецьке й Шпаківка. Село оточене великим лісовим масивом (сосна). Навколо села багато невеликих озер. Поруч із селом розташований піонерський табір.

## Історія
Під час організованого радянською владою Голодомору 1932—1933 років померло щонайменше 38 жителів села.
19 липня 2020 року, в результаті адміністративно-територіальної реформи та ліквідації Ізюмського району (1923—2020), село увійшло до складу новоутвореного Ізюмського району.

## Населення
Згідно з переписом УРСР 1989 року чисельність наявного населення села становила 102 особи, з яких 46 чоловіків та 56 жінок.
За переписом населення України 2001 року в селі мешкало 96 осіб.

### Мова
Розподіл населення за рідною мовою за даними перепису 2001 року:
| Мова       | Відсоток |
| ---------- | -------- |
| українська | 75,26 %  |
| російська  | 7,22 %   |
| інші       | 17,52 %  |

## Археологія
Село відоме стоянкою ранньої середньокам'яної доби, що належить міньївоярській культурній групі. Вона датована 8200— 7500 років до н. е. До тієї ж групи належали стоянки біля колишнього села Вікнине Ізюмського району та урочища Міньївський Яр (у села Богородичне Слов'янського району Донецької області).
- Поселення новокам'яної доби 5-те — 4-те тисячоліття до н. е. досліджене археологом М. В. Сібільовим у 1920 році.
- Поселення новокам'яної доби 5-те — 4-те тисячоліття до н. е. на правому березі річки Оскіл за 1,5 км від місця впадіння річки Оскола у річку Сіверський Донець, розкопане археологом М. В. Сібільовим у 1920 році.
- Поселення бронзової доби, 2-ге тисячоліття до н. е., на городах Піщанського лісництва, біля озера Кислякове; досліджене археологом Н. Г. Коленченко в 1971 році.
- Поселення бронзової доби, 2-ге тисячоліття до н. е., на лівому березі р. Сіверський Донець, на північний захід від села понад лісом; досліджене М. В. Сібільовим у 1925 році[6].

## Економіка
- Свино-товарна ферма